# عمود ماركوس أوريليوس
عمود ماركوس أوريليوس هو عمودٌ روماني يقع في ساحة كولونا في روما، إيطاليا. وينتمي إلى الطراز الدوريّ، مزين بنقشٍ حلزوني مليء بالتفاصيل، وقد بُني تكريمًا للإمبراطور الروماني ماركوس أوريليوس وصُمم على غرار عمود تراجان. يُعد هذا النصب التذكاري المخصص لتخليد الإمبراطور وحملاته العسكرية خلال الحروب البربرية، شاهدًا على حكمه الذي امتد بين عامي 161 و180 ميلادي. وعلى الرغم من قلة المصادر الأولية التي تعود إلى ذلك العصر وتشير على نحوٍ مباشر إلى العمود، إلا أن عديد من أعمال أوريليوس العسكرية الموثقة موضحة في نقوش العمود البارزة. وقد شُيّد النصب التذكاري وصُمّم بفخامة لإحياء ذكرى أوريليوس ولتكريم إنجازاته. ويبلغ طول إفريز العمود نحو 367 قدمًا (112 مترًا)، ويتجه نحو الأعلى 21 مرة وفق مسارٍ حلزوني، مصوِّرًا حملات الإمبراطور ضد القبائل الجرمانية والسارماتية. أطلق الرومان على الحروب شمال نهر الدانوب اسم «بيلوم جرمانيكوم» أو «بيلوم ماركومانيكوم». ويُرجَّح أن العمود كان له غرضان رئيسان: الاحتفاء بإنجازات أوريليوس العسكرية، وخدمة الشعائر الجنائزية. أما مسألة بنائه، فربما بدأت عمليات البناء بعد وفاة أوريليوس في عام 180 ميلادي، واكتملت نحو عام 193 ميلادي، في عهد سيبتيموس سيفيروس.

## بناء العمود
من غير المعروف ما إذا كان العمود قد بُني في عهد الإمبراطور (بمناسبة احتفال النصر الروماني على الماركومانيين والكوادي والسارماتيين في عام 176) أو بعد وفاته في عام 180، وذلك نظرًا لتدمير نقش الإهداء الأصلي، لكنّ النقش الموجود في الجوار يشهد على أن بناء العمود اكتمل مع حلول عام 193.
من الناحية الطبوغرافية لروما القديمة، انتصب العمود في الجزء الشمالي من ساحة مارتيوس، وسط ميدانٍ. كان هذا الميدان إما بين معبد هادريان (على الأرجح هادريانيوم) ومعبد ماركوس أوريليوس (الذي كرّسه له ابنه كومودوس ولم يبقَ منه شيء الآن - ربما كان في موقع قصر فيديكيند)، أو داخل حرمه المقدس الذي لم يبقَ منه شيء أيضًا. وثمة بالقرب منه الموقع الذي أُحرق فيه جثمان الإمبراطور.
يبلغ ارتفاع جذع العمود 29.6 مترًا (97 قدمًا)، ويقوم على قاعدة يبلغ ارتفاعها 10.1 مترًا (33 قدمًا) وهي تقف بدورها على منصة يبلغ ارتفاعها 3 أمتار (9.8 قدمًا)، فيكون بذلك إجمالي ارتفاع العمود 39.7 مترًا (130 قدمًا). وقد كان نحو 3 أمتار من القاعدة تحت مستوى سطح الأرض منذ الترميم الذي جرى في عام 1589.
يتكون العمود من 27 أو 28 كتلة من رخام كارارا، قطر كل منها 3.7 متر (12 قدمًا)، جرى تجويفها في مقلع الحجارة لتشكيل درج يتكون من 190 إلى 200 درجة داخل العمود، يؤدي إلى منصة في الأعلى. وكما هو الحال في عمود تراجان، يُضاء هذا الدرج من خلال شقوق ضيقة في النحت البارز أو النقش النافر.

### النقش النافر
يروي هذا النقش الحلزوني النافر قصة حروب ماركوس أوريليوس الدانوبية أو الماركومانية التي خاضها منذ عام 166 وحتى وفاته. تبدأ القصة بعبور الجيش نهر الدانوب، ربما عند مدينة كارنونتوم. ويفصل إله النصر بين قصتي حِملتين. أما التسلسل الزمني الدقيق للأحداث فهو محل نزاع؛ لكنّ أحدث النظريات تنص على أن الحملتين ضد الماركومانيين والكواديين في عامي 172 و173 تقعان في النصف السفلي، بينما تقع انتصارات الإمبراطور على السارماتيين في عامي 174 و175 في النصف العلوي.
وُثّق فصلٌ معين وصوّر تاريخيًا في الدعاية الرومانية – وهو ما يسمى بـ «معجزة المطر في إقليم كوادي»، حيث يستجيب الإله لصلاة الإمبراطور وينقذ القوات الرومانية من عاصفة رهيبة، وهي المعجزة التي ادعى المسيحيون لاحقًا أنها تعود للإله المسيحي.
على الرغم من أوجه التشابه الكثيرة مع عمود تراجان، لكن أسلوب تصميم هذا العمود مختلف تمامًا، فهو سابق للأسلوب الدرامي في القرن الثالث، ويرتبط ارتباطًا وثيقًا بقوس النصر لسيبتيموس سيفيروس الذي شُيّد بعده بفترة وجيزة. تبدو رؤوس الأشكال كبيرة على نحو غير متناسب، ما يتيح للمشاهد تفسير تعابير وجوههم على نحو أفضل. نُحتت الصور بدقة أقل من دقة الصور المنحوتة على عمود تراجان، من خلال حفر ثقوبٍ أعمق في الحجر، لتبرز على نحو أوضح من خلال تباين الضوء والظلام. فمع إحراق القرى، أُسرت النساء وكذلك الأطفال وهُجّروا، وقُتل الرجال، وجُسّدت مشاعر «البرابرة» في الحرب ويأسهم ومعاناتهم على نحو واضح في المشاهد الفردية وفي تعابير وجوه الشخصيات وإيماءاتها، بينما صُوّر الإمبراطور كبطل رواية ملمًّا ببيئته ومسيطرًا عليها.
تبدو اللغة الرمزية أوضح وأكثر تعبيرًا، وإن بدت غير متقنة للوهلة الأولى، وتترك انطباعًا مختلفًا تمامًا لدى المشاهد. فثمة توازن هادئ ورصين، وكذلك دراما وتعاطف. اللغة التصويرية واضحة لا لُبس فيها وتُؤكّد على الهيمنة والسلطة الإمبراطورية وقيادتها المُبرَّرة. تُمثّل هذه اللوحة إجمالًا استباقًا لتطور الأسلوب الفني في أواخر العصور القديمة، وأول تعبير فني عن أزمة الإمبراطورية الرومانية التي راحت تتفاقم في القرن الثالث.

## التاريخ اللاحق
كان تسلق العمود شائعًا في العصور الوسطى، لدرجة أن حق فرض رسوم الدخول كان يُطرح في مزاد سنوي، لكن لم يعد ذلك ممكنًا اليوم، إذ يمثل العمود تحفة فنية في ساحة كولونا، أمام قصر كيجي.

### أعمال الإصلاح
مع حلول منتصف القرن السادس عشر، كانت قاعدة العمود قد دُفنت وتآكلت على نحو كبير، ونحو ستة أمتار من العمود (بما في ذلك المدخل الأصلي الحلزوني) كانت ترقد تحت مستوى الأرض، وكان تمثال الإمبراطور البرونزي على القمة قد اختفى منذ زمن طويل وانتشرت الشقوق في الرخام، وفُقد جزءٌ من تاج العمود أيضًا.
كلف البابا سيكتوس الخامس المهندس المعماري دومينيكو فونتانا بترميم هذا النصب التذكاري في عام 1589. فحفر فونتانا القاعدة حتى مستوى الأرض (3 أمتار تحت سطحها الحالي)، وسدّ الشقوق وأعاد فتح مدخل الدرج الحلزوني، ووضع تمثال برونزي جديد للقديس بولس الطرسوسي أعلى تاج الكاتدرائية، مستوحىً من تمثال القديس بطرس في عمود تراجان.
زُيّنت القاعدة في الأصل بنقوشٍ بارزة لفكتوريا (مؤنث فيكتور، إلهة في الميثولوجيا الرومانية) وهي تحمل أكاليل الزهور على ثلاثة جوانب، وثمة على الجانب المواجه لفايا فلامينيا برابرة مُهزومون. أُزيلت هذه النقوش خلال أعمال الترميم التي أشرف عليها فونتانا وغُطّيت البنية الفوقية بالرخام. حمل الغلاف الرخامي الجديد نقوشًا لاتينية، ووفقًا لأحدها، نُسب اسم «عمود أنطونيوس بيوس» خطًا إلى النصب التذكاري، وهو ما صدقه بعضهم آنذاك، لكن ما يُعرف اليوم هو أن هذه التسمية خاطئة.

## التصميم
يبلغ ارتفاع النصب التذكاري 100 قدم روماني. أطلق عليه الرومان المعاصرون اسم Columna Centenaria، وColumna Cochlis (العمود الحلزوني)، وذلك بسبب حجمه الذي يشار إليه به عادةً، ونظرًا لضخامته، فقد أُطلق على عمود تراجان اللقب ذاته. صُنع العمود من رخام كاريرا الإيطالي الأبيض الذي جُلب من شمال روما للنصب التذكاري خصوصًا. وبني العمود على الطراز الدوري الذي يشير في الغالب إلى شكل غطاء النصب التذكاري في القمة قبل أن يوضع التمثال في الأعلى. تتكون قاعدة العمود من كتل مستطيلة كبيرة، مع نقشٍ حول القاعدة، وعمود يحتوي على إفريز يصور الحرب الجرمانية شمال نهر الدانوب، احتوى العمود في الأصل على تمثال برونزي للإمبراطور ماركوس أوريليوس، استُبدل آخر مرة بتمثال القديس بولس في القرن السادس عشر. يتكون جذع العمود من عشرين أسطوانة رخامية نُحتت ورُصِفت لتأخذ شكلها النهائي، ثم نُحت الإفريز بعد إقامة النصب التذكاري. يُعد عمود ماركوس أوريليوس الذي غالبًا ما يُقارن بعمود تراجان، نصبًا تذكاريًا جنائزيًا. لكنه يُعد من الناحية الفنية ضريحًا تذكاريًا من دون جسد مادي، في حين يُحفظ رماد تراجان داخل العمود الذي يحمل اسمه.